# Chuan Leekpai

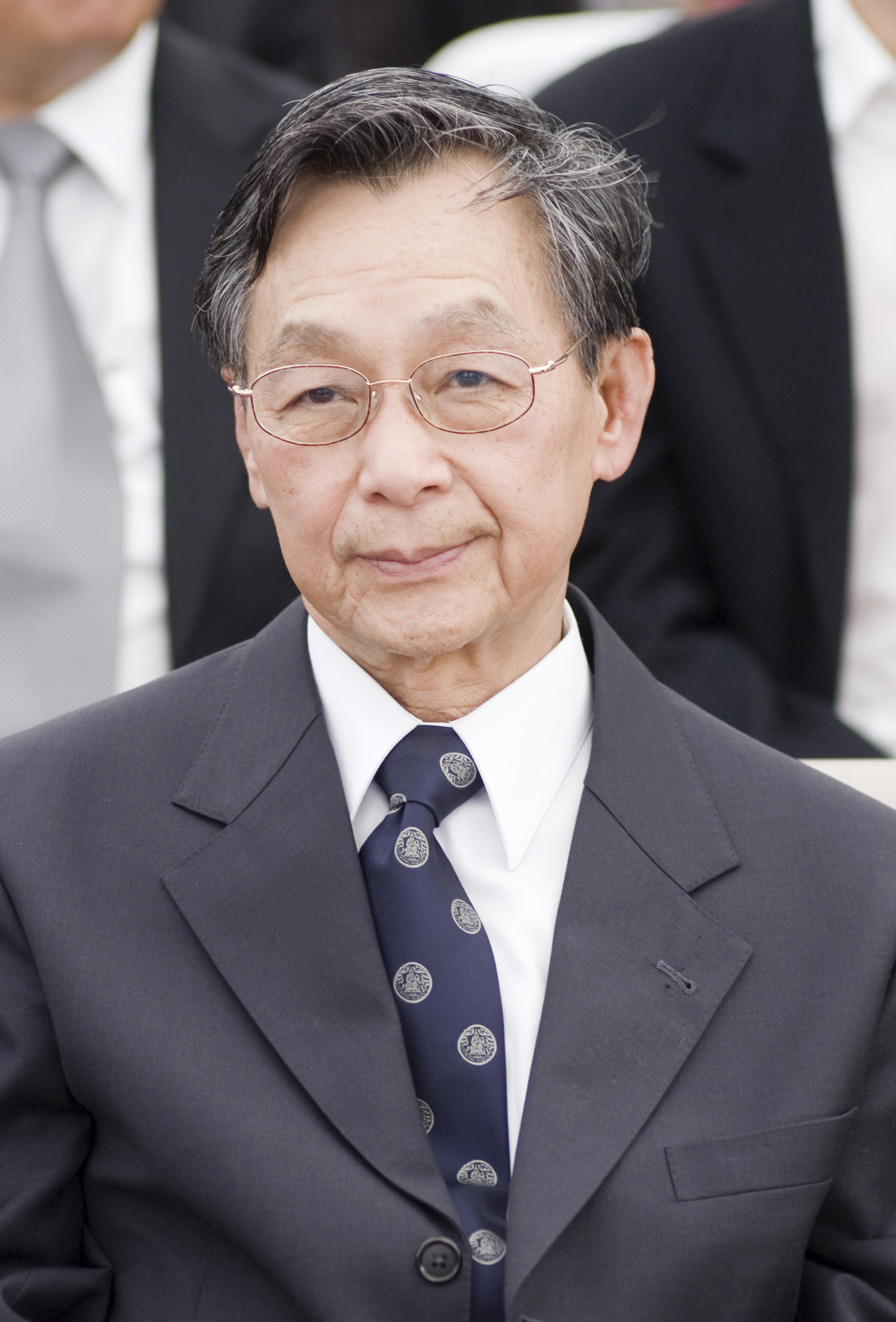
Chuan Leekpai (2010)

Chuan Leekpai (thailändisch ชวน หลีกภัย, RTGS Likphai; Aussprache: [ʨʰuan lìːkpʰaj]; * 28. Juli 1938 in Trang) ist ein thailändischer Politiker. Von 1991 bis 2003 war er Vorsitzender der Demokratischen Partei, von 1992 bis 1995 und von 1997 bis 2001 Premierminister des Landes. Er war von 1986 bis 1988 und ist erneut seit Mai 2019 Sprecher des thailändischen Repräsentantenhauses und damit zugleich Präsident der Nationalversammlung.

## Jugend und Ausbildung
Chuan stammt aus sehr einfachen Verhältnissen. Er wurde in der Provinz Trang in Süd-Thailand als Sohn von chinesischen Einwanderern geboren. Sein Vater arbeitete als Lehrer und Marktverkäufer. Chuan erhielt seine Ausbildung zunächst an der Trang Wittaya- und Silpa Suksa-Schule. Er begann ein Studium der Rechtswissenschaften an der Thammasat-Universität in Bangkok und schloss 1962 mit dem Bachelor ab. 1964 erhielt er eine Zulassung als Rechtsanwalt durch die die thailändische Rechtsanwaltskammer. 1985 wurde ihm von der Srinakarinwirot-Universität in Bangkok und 1988 von der Ramkhamhaeng-Universität die Ehrendoktorwürde verliehen.

## Politische Karriere
Chuan arbeitete zunächst als Rechtsanwalt bei Chor Chanasongkram Law, einer großen Kanzlei in Bangkok, doch zog es ihn rasch in die Politik. 1969 wurde er als Abgeordneter für die Provinz Trang gewählt. Er verteidigte seinen Sitz bei jeder der darauffolgenden 15 Wahlen.
Während der kurzen demokratischen Phase Mitte der 1970er-Jahre galt Chuan als Vertreter des gemäßigt-linken Flügels der Demokraten. Von rechten Hardlinern wurde er 1976 der Nähe zu den Kommunisten bezichtigt. In den Kabinetten seines Parteikollegen Seni Pramoj diente Chuan als stellvertretender Justizminister (Februar–März 1975), Minister im Amt des Ministerpräsidenten (April–September 1976) und für zwei Wochen im September bis Oktober 1976 als Justizminister. Im Juli 1976 verbrannte die sogenannte Patriotische Volksgruppe Abbilder von Chuan und seinem Parteikollegen Surin Masdit sowie Bücher und Zeitungen, die sie für links hielten. Chuan war einer der drei „linken“ Minister in Senis Regierung, deren Entlassung oder gar Tod militante Rechte der „Dorf-Pfadfinder“ während des Massakers an der Thammasat-Universität am 6. Oktober 1976 forderten. Durch einen Putsch am selben Tag wurde die gesamte Regierung entmachtet.
In der Zeit der „Halbdemokratie“ war er unter dem Ministerpräsidenten Prem Tinsulanonda erneut Justizminister (März 1980–März 1981), Handelsminister (März 1981–Dezember 1981), Landwirtschaftsminister (Dezember 1981–März 1983) sowie Bildungsminister (Mai 1983–August 1986). Die Demokraten gewannen die Parlamentswahl 1986 und Chuan wurde am 4. August 1986 zum Sprecher des Repräsentantenhauses gewählt. Damit war er nach der damaligen Verfassung zugleich Vizepräsident der Nationalversammlung (der Sprecher des Senats war Präsident). Das Parlament wurde im April 1988 vorzeitig aufgelöst.
Nach der vorgezogenen Neuwahl und dem Rücktritt Prem Tinsulanondas als Ministerpräsident amtierte Chuan in der Regierung Chatichai Choonhavans als Gesundheitsminister (August 1988–Dezember 1989), als stellvertretender Ministerpräsident (Dezember 1989–August 1990) sowie zum zweiten Mal als Landwirtschaftsminister (August–Dezember 1990). Dann schied die Demokratische Partei aus der Koalition aus.
Neben seiner politischen Tätigkeit war Chuan auch in verschiedenen akademischen Institutionen tätig:
- Vizepräsident der Versammlung der Prinz Songhkla-Universität
- Gast-Dozent für Gerichtsmedizin an der Chulalongkorn-Universität
- Ehrenmitglied des Rates der Srinakarinwirot-Universität Bangkok
- Ehrenmitglied des Rates der Thammasat-Universität Bangkok

Chuan erlangte Bekanntheit als wichtiger Fürsprecher der Demokratie in Thailand. Er galt als unempfänglich für Korruption und wurde als einer der ehrlichsten Politiker des Landes wahrgenommen. Beispielsweise galt das Handelsministerium vor seiner Ernennung zu dessen Leiter als Brutstätte für Korruption, während seiner Amtszeit gab es dagegen keine solchen Vorwürfe. Anders als andere thailändische Politiker hat er während seiner Tätigkeit keine großen Reichtümer angehäuft.

## Amtszeiten als Parteichef und Premierminister

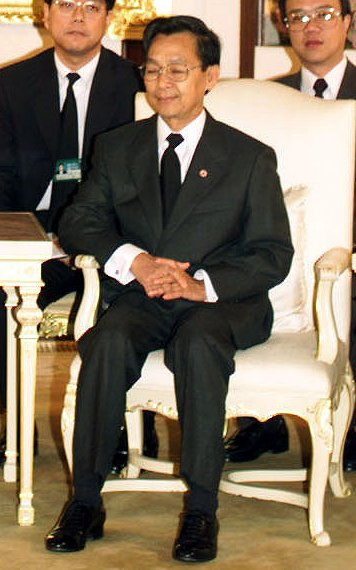
Chuan Leekpai (1999)

Nach dem Rücktritt von Parteichef Bhichai Rattakul wurde er im Januar 1991 zum Vorsitzenden der Demokratischen Partei gewählt. Anschließend steigerte sich die Popularität der Partei merklich. Chuan ist insbesondere für den anhaltenden Erfolg der Demokraten in seiner Heimatregion Südthailand verantwortlich. Während der Regierungszeit von General Suchinda Kraprayoon gab Chuan an, mehrfach Todesdrohungen erhalten zu haben. Zur vorgezogenen Parlamentswahl im September 1992 warb Chuan mit dem Slogan „Ich glaube an das parlamentarische System“, was als Absage sowohl an die Militärherrschaft als auch an die oppositionellen Straßenproteste des „Schwarzen Mai“. Er stand für vernünftige Kompromisse und nicht für einen radikalen Systemwechsel. Am 20. September 1992 wurde Chuan auf Vorschlag von fünf Parteien, die die Militärherrschaft abgelehnt hatten, zum Premierminister ernannt. Während seiner Regierungszeit kümmerte er sich vornehmlich um wirtschaftliche Stabilität und die Dezentralisierung der politischen Entscheidungen, die stärker in die Hände der Provinzverwaltungen gelegt werden sollten.
Chuan zeigte sich gegenüber den Einflüssen von Militaristen immun. So ging er 1993 entgegen den Anordnungen der Militärs zusammen mit acht Friedensnobelpreisträgern an die Grenze von Birma, um die Freilassung von Aung San Suu Kyi einzufordern. Im Frühjahr versuchte er allerdings vergeblich, den Einfluss der Militärs zu mindern, die durch die Verfassung seit 1991 gegeben war. Der Einfluss des Militärflügels im Senat war zu gewichtig. Sein großes Projekt zur Landreform stieß allerdings auf breite Ablehnung und einer der Koalitionspartner – Palang Dharma – verließ die Koalition, so dass er am 19. Mai 1995 das Parlament auflösen musste. Die anschließenden Wahlen führten dann zur Ernennung von Banharn Silpa-archa.

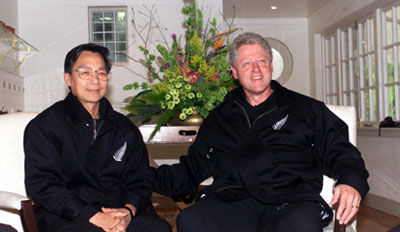
Chuan Leekpai mit US-Präsident Bill Clinton (1999)

Nach der schwerwiegenden Wirtschaftskrise im Sommer 1997, die praktisch alle Länder Südostasiens erfasst hatte, wurde Chuan am 9. November 1997 erneut zum Premierminister ernannt. Er war damit der erste gewählte Premierminister, der für eine zweite Amtszeit ernannt wurde. In dieser Zeit wurde die Verfassung überarbeitet und die bürgerlichen Rechte verbessert, sowie eine Anti-Korruptionsbehörde aufgebaut, die seinen Nachfolger Premierminister Thaksin Shinawatra bei Beginn seiner Amtszeit verstärkt unter die Lupe genommen hatte. Da ein Interessenkonflikt als Premier und gleichzeitig Hauptanteilseigner an der Shin Corporation bestand.
Chuans Amtszeit endete am 17. Februar 2001. Die Demokraten gewannen bei der Wahl nur noch halb so viele Sitze wie die neue Thai-Rak-Thai-Partei von Thaksin Shinawatra und mussten in die Opposition gehen. 2003 trat er auch als Parteichef zurück. Er wurde von Banyat Bantadtan abgelöst, der sich parteiintern knapp gegen Chuans Wunschnachfolger Abhisit Vejjajiva durchsetzte. Chuan wurde zum obersten Berater (Chief advisor) der Demokratischen Partei ernannt. Auch wenn er nicht mehr in der ersten Reihe der aktiven Politik stand, verteidigte er seinen Sitz im Repräsentantenhaus bei den Wahlen 2005, 2007, 2011 und 2019. Mit mittlerweile 16 Legislaturperioden ist er das dienstälteste Mitglied des thailändischen Parlaments.
Am 25. Mai 2019 wurde er zum zweiten Mal zum Sprecher des Repräsentantenhauses gewählt. Nach der Verfassung von 2017 ist er damit zugleich Präsident der Nationalversammlung (die aus Repräsentantenhaus und Senat besteht). Seine Wahl ist vermutlich Teil einer Koalitionsabsprache der Demokratischen Partei mit der militärnahen Phalang-Pracharat-Partei des bisherigen Juntaführers Prayut Chan-o-cha und der Bhumjaithai-Partei. Diese beiden Parteien stellen Chuans Stellvertreter.

## Auszeichnung
Chuan wurden im Laufe seines Lebens zahlreiche Orden und Ehrenzeichen Thailands verliehen: darunter jeweils die Sonderstufe des Ordens der Krone von Thailand (1981) und des Weißen Elefantenordens (1982), Großkomtur des Ordens von Chula Chom Klao (1998) und Großkreuz des Ordens des Direkgunabhorn (2008).
Zudem erhielt er im Ausland die Sonderstufe des philippinischen Sikatuna-Ordens (1993), jeweils das Großkreuz des Orden El Sol del Perú und des portugiesischen Christusordens (beide 1999) sowie das Großkreuz des Sterns von Rumänien.